# 飛鳥寺

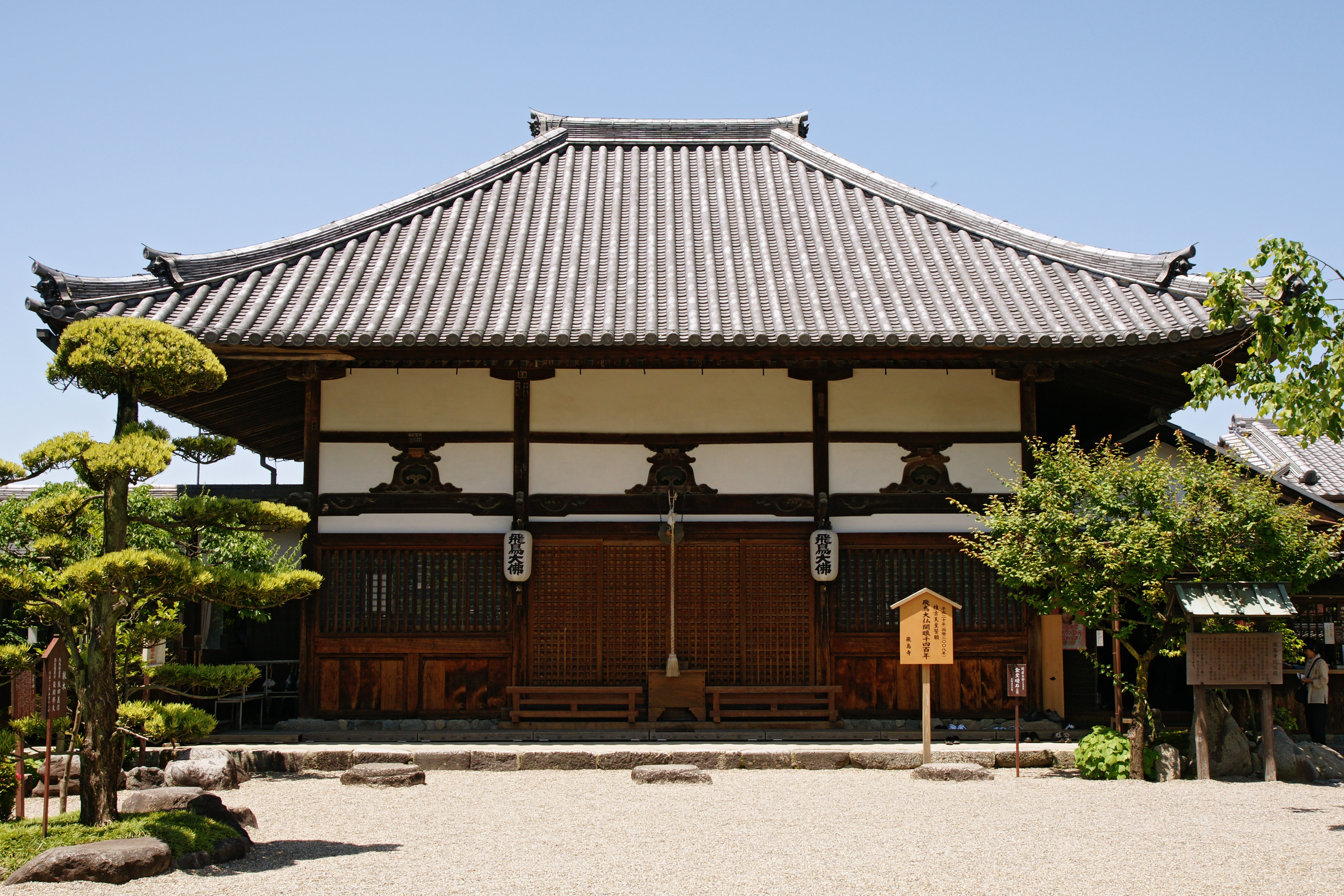
本堂

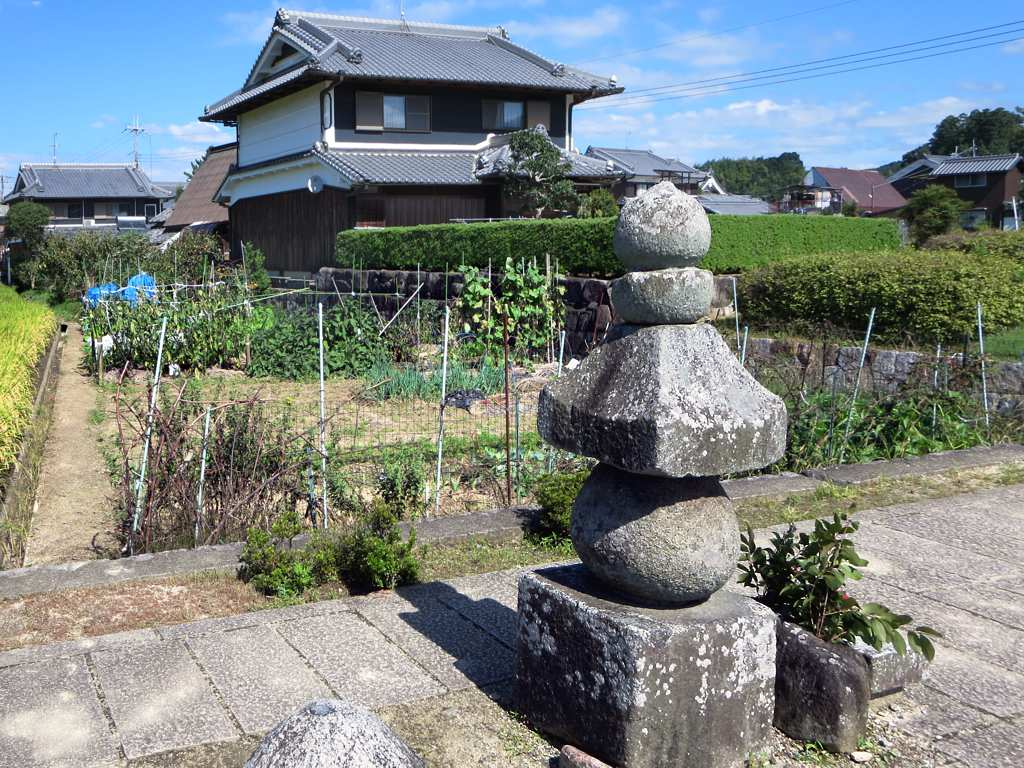
蘇我入鹿首塚と伝える五輪塔（飛鳥寺西方に立つ）

飛鳥寺（あすかでら）は、奈良県高市郡明日香村飛鳥にある真言宗豊山派の寺院。山号は鳥形山（とりがたやま）。本尊は「飛鳥大仏」と通称される釈迦如来。現在は正式には安居院という。開基（創立者）は蘇我馬子で、蘇我氏の氏寺である法興寺（仏法が興隆する寺の意）の後身である。思惟殿は新西国三十三箇所第9番札所で本尊は聖観音である。

## 寺号
当寺には複数の呼称がある。法号は「法興寺」または「元興寺」（がんごうじ）であり、平城遷都とともに今の奈良市に移った寺は「元興寺」と称する。一方、蘇我馬子が建立した法興寺中金堂跡に今も残る小寺院、つまり当寺の公称は「安居院」（あんごいん）である。『日本書紀』では「法興寺」「元興寺」「飛鳥寺」などの表記が用いられている。古代の寺院には「飛鳥寺」「山田寺」「岡寺」「橘寺」のような和風寺号と、「法興寺」「浄土寺」「龍蓋寺」のような漢風寺号（法号）とがあるが、福山敏男は法号の使用は天武天皇8年（679年）の「諸寺の名を定む」の命以降であるとしている。「法興」とは「仏法興隆」の意であり、隋の文帝（楊堅）が「三宝興隆の詔」を出した591年を「法興元年」と称したこととの関連も指摘されている。また『元興寺伽藍縁起并流記資財帳』に引用される「露盤銘」には「建通寺」と記されているが、これは後世の偽法号とする説もある。
本項では馬子が建立した寺院と、その法灯を継いで飛鳥に現存する当寺、「安居院」とを含め「飛鳥寺」と呼称する。なお、国の史跡の指定名称は「飛鳥寺跡」である。

## 歴史

### 創建

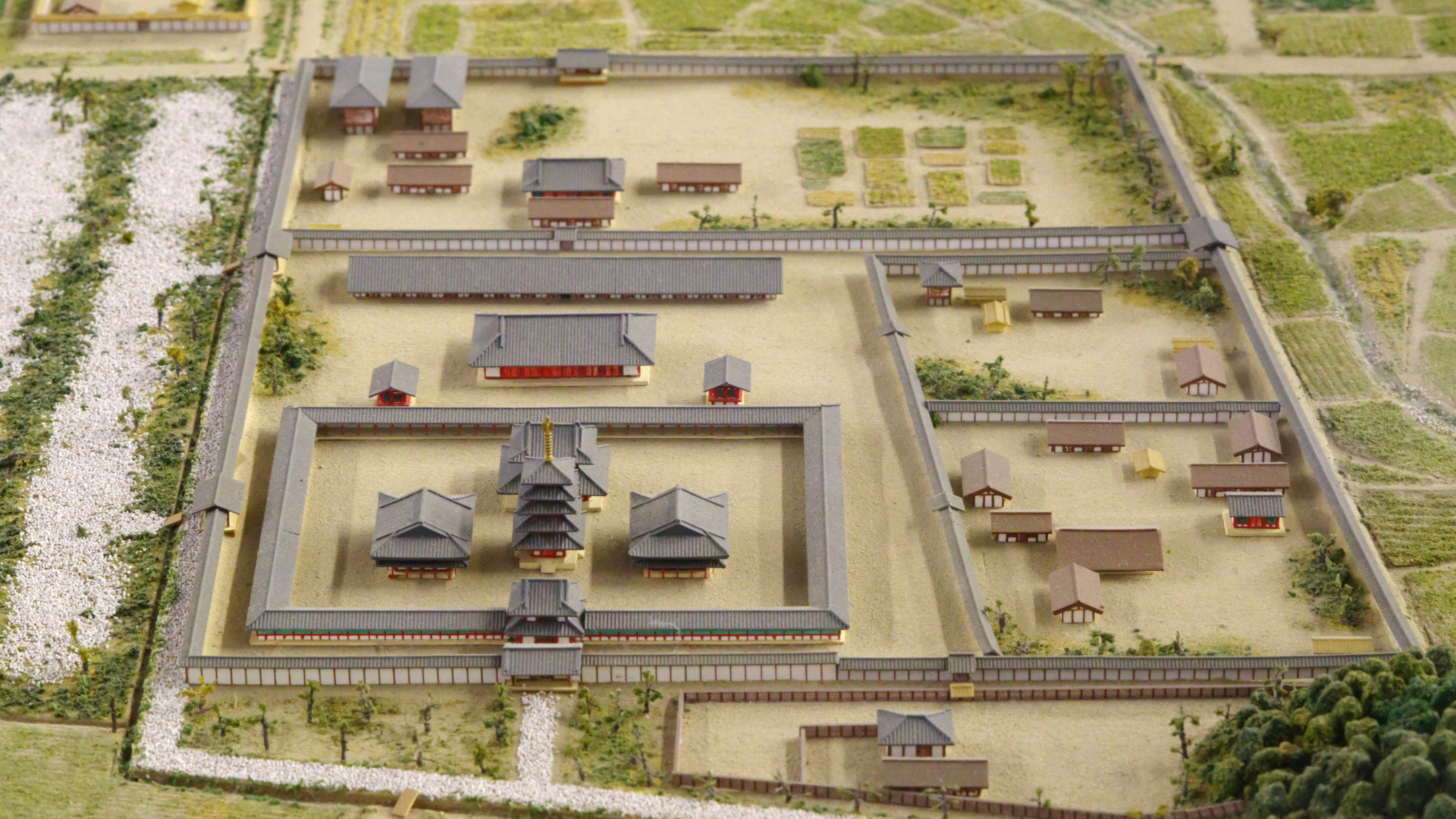
創建時の法興寺の伽藍の模型。
橿原市藤原京資料室蔵藤原京1/1000模型の一部。

飛鳥寺（法興寺）は蘇我氏の氏寺として6世紀末から7世紀初頭にかけて造営されたもので、本格的な伽藍を備えた日本最初の仏教寺院である。発願から創建に至る経緯は『日本書紀』、『元興寺伽藍縁起并流記資財帳』（醍醐寺本『諸寺縁起集』所収、以下『元興寺縁起』という）、ならびに同縁起に引用されている「露盤銘」と「丈六光銘」に記載がある。福山敏男は、『元興寺縁起』の本文には潤色があり史料価値が劣るとする一方で、「露盤銘」は縁起本文よりも古い史料であり信頼が置けるとしている。
『日本書紀』によると、法興寺（飛鳥寺）は用明天皇2年（587年）に蘇我馬子が建立を発願したものであるという。馬子は排仏派の物部守屋と対立していた。馬子は守屋との戦いに際して勝利を祈念し、「諸天と大神王の奉為（おほみため）に寺塔（てら）を起立（た）てて、三宝を流通（つた）へむ」と誓願し、飛鳥の地に寺を建てることにしたという。岸俊男によると、古代の「飛鳥」の地とは、飛鳥川の右岸（東岸）の、現在の飛鳥寺境内を中心とする狭い区域を指していた。
一方、天平19年（747年）成立の『元興寺縁起』には発願の年は「丁未年」（587年）とし、発願の年自体は『書紀』と同じながら内容の異なる記載がある。『元興寺縁起』によると丁未年、三尼（善信尼、禅蔵尼、恵善尼）は百済に渡航して受戒せんと欲していたが、「百済の客」が言うには、この国（当時の日本）には尼寺のみがあって法師寺（僧寺）と僧がなかったので、法師寺を作り百済僧を招いて受戒させるべきであるという。そこで用明天皇が後の推古天皇と聖徳太子に命じて寺を建てるべき土地を検討させたという。当時の日本には、前述の三尼がおり、馬子が建てた「宅の東の仏殿」「石川の宅の仏殿」「大野丘の北の塔」などの仏教信仰施設はあったが、法師寺（僧寺）と僧はなかったとみられる。
『書紀』によれば翌崇峻天皇元年（588年）に百済から日本へ僧と技術者（寺工2名、鑢盤博士1名、瓦博士4名、画工1名）が派遣された。このうち、鑢盤博士とは、仏塔の屋根上の相輪などの金属製部分を担当する工人とみられる。同じ崇峻天皇元年、飛鳥の真神原（まかみのはら）の地にあった飛鳥衣縫造祖樹葉（あすかきぬぬいのみやつこ の おや このは）の邸宅を壊して法興寺の造営が始められた。『書紀』の崇峻天皇3年（590年）10月条には「山に入りて（法興）寺の材を取る」とあり、同5年（592年）10月条には「大法興寺の仏堂と歩廊とを起（た）つ」とある。この「起つ」の語義については、かつては「（金堂と回廊が）完成した」の意に解釈されていたが、後述のような発掘調査や研究の進展に伴い、「起つ」は起工の意で、この年に整地工事や木材の調達が終わって本格的な造営が始まったと解釈されている。
『書紀』の推古天皇元年正月15日（593年2月21日）の条には「法興寺の刹柱（塔の心柱）の礎の中に仏舎利を置く」との記事があり、翌日の16日（2月22日）に「刹柱を建つ」とある。なお1957年（昭和32年）の発掘調査の結果、塔跡の地下に埋まっていた心礎（塔の心柱の礎石）に舎利容器が埋納されていたことが確認されている。ただし、舎利容器は後世に塔が焼失した際に取り出され、新しい容器を用いて再埋納されていたため、当初の状況は明らかでない。
『書紀』の推古天皇4年（596年）11月条に「法興寺を造り竟（おわ）りぬ」との記事がある。『書紀』は続けて、馬子の子の善徳が寺司となり、恵慈（高句麗僧）と恵聡（百済僧）の2名の僧が住み始めたとある。『元興寺』縁起に引く「露盤銘」にも「丙辰年十一月既（な）る」との文言があり、この丙辰年は596年にあたる。しかし、後述のように、飛鳥寺本尊の釈迦三尊像（鞍作止利作）の造立が発願されたのはそれから9年後の推古天皇13年（605年）、像の完成はさらに後のことで、その間、寺はあるが本尊は存在しなかったということになる。この点については研究者によってさまざまな解釈がある。毛利久は、現存の釈迦如来像（飛鳥大仏）は、推古天皇4年に渡来系の工人によって造立されたもので、推古天皇13年から造られ始めたのは東金堂と中金堂の本尊であったとする、二期造営説を唱えた。これとは別に、久野健、松木裕美らが唱えた本尊交代説もある。すなわち、蘇我馬子が所持していた弥勒石像が当初の中金堂本尊であったが、後に鞍作止利作の釈迦三尊像が本尊になったとする。この弥勒石像は敏達天皇13年（584年）鹿深臣（かふかのおみ）が百済から将来し、馬子が「宅の東の仏殿」に安置礼拝していたものである。久野説では、飛鳥寺中金堂跡に現存する本尊台座が石造であり、この台座が創建時から動いていないことから、その上に安置されていた仏像も石造であったと推定する。これに対し、町田甲一、大橋一章らは一期造営説を取り、中金堂本尊は交代していないとの立場を取る。この説では、推古天皇4年の「法興寺を造り竟りぬ」は、『書紀』編者が塔の完成を寺全体の完成と誤認したものとみなし、寺の中心的存在で仏舎利を祀る塔がまず完成し、他の堂宇は長い年月をかけて徐々に完成したとみる。今日では、この説が有力となっている。
飛鳥寺の伽藍については、発掘調査実施以前は四天王寺式伽藍であると考えられていたが、1956年（昭和31年）から1957年（昭和32年）の発掘調査の結果、当初の飛鳥寺は中心の五重塔を囲んで中金堂、東金堂、西金堂が建つ一塔三金堂式の伽藍であることが確認された。

### 本尊の造立
『書紀』によれば、推古天皇13年（605年）に天皇は皇太子（聖徳太子）、大臣（馬子）、諸王、諸臣に詔して、銅（あかがね）と繡（ぬいもの）の「丈六仏像各一躯」の造立を誓願し、鞍作鳥（止利）を造仏工とした。そして、これを聞いた高麗国の大興王から黄金三百両が貢上されたという。『書紀』によれば、銅と繡の「丈六仏像」は翌推古天皇14年（606年）完成。丈六銅像を元興寺金堂に安置しようとしたところ、像高が金堂の戸よりも高くて入らないので、戸を壊そうと相談していたところ、鞍作鳥の工夫によって、戸を壊さずに安置することができたという挿話が記述されている。一方、『元興寺縁起』に引く「丈六光銘」（「一丈六尺の仏像の光背銘」の意）には乙丑年（推古天皇13年、605年）に銅と繡の釈迦像と挟侍を「敬造」したとあり、造像開始の年は一致しているが、挟侍（脇侍）の存在を明記していること、大興王からの黄金が三百二十両であることなど、細部には相違がある。「丈六光銘」によれば、戊辰年（608年）に隋の使者裴世清らが来日して黄金を奉り、「明年」の己巳年（609年）に仏像を造り終えたという。つまり、『書紀』と「丈六光銘」とでは、銅造の本尊（飛鳥大仏）の完成年次について3年の差がある。福山敏男は、仏像の完成年は裴世清らの来日の「明年」であるところ、『書紀』の編者が発願の「明年」と誤認したため、このような違いが生じたものと考証した。当時の技術水準で、丈六の銅仏が1年足らずで完成するとは考えにくい点などから、福山の言うように、本尊（飛鳥大仏）の完成は609年とするのが通説となっている。

### 隆盛と官寺化
貞観4年（862年）の太政官符で「聖教最初之地也」と評されるように、飛鳥寺は蘇我氏の氏寺に留まらず仏教隆昌の中心地になっていった。
推古天皇17年（609年）には漂流した百済僧道欣ら11人が、同33年には高句麗僧の慧灌が、ついで呉人の僧福亮、智蔵が相次いで入寺している。飛鳥白鳳期にあっては彼ら渡来僧が学問仏教の先駆をなし、特に恵慈、慧灌、福亮、智蔵は三論宗を学んだとされ、飛鳥寺はその教学の中心にあったといえる。
一方で法相宗の祖といわれる道昭も飛鳥寺で得度したのち唐に渡り玄奘に師事。その後、帰国した道昭は飛鳥寺に禅院を建て、唐から持ち帰った経典の数々や弟子の学僧と共に居住した。
以上のように同寺は当時の日本における仏教教学の研究機関としての機能を有した唯一の寺院であり、やがて朝廷からの庇護を受けるようになったと考えられる。
皇極天皇4年（645年）に乙巳の変で蘇我本家が滅亡するが、飛鳥寺は中大兄皇子と中臣鎌足の出会いの場や蘇我氏討伐の本陣になるなど、朝廷との強い関係性がうかがえる。飛鳥寺はこの頃までには蘇我氏の氏寺の域を超えて国家の寺としての実力を備えていたと考えられる。
天武天皇の時代には官が作った寺院（官寺）と同等に扱うようにとする勅が出され、文武天皇の時代には大官大寺・川原寺・薬師寺と並ぶ「四大寺」の一とされて官寺並みに朝廷の保護を受けるようになった。これに関連して飛鳥寺近くの飛鳥池工房遺跡からは大量の富本銭が発見され、その位置づけを巡って（飛鳥寺との関係も含めて）様々な議論が行われている。

### 平城遷都以後

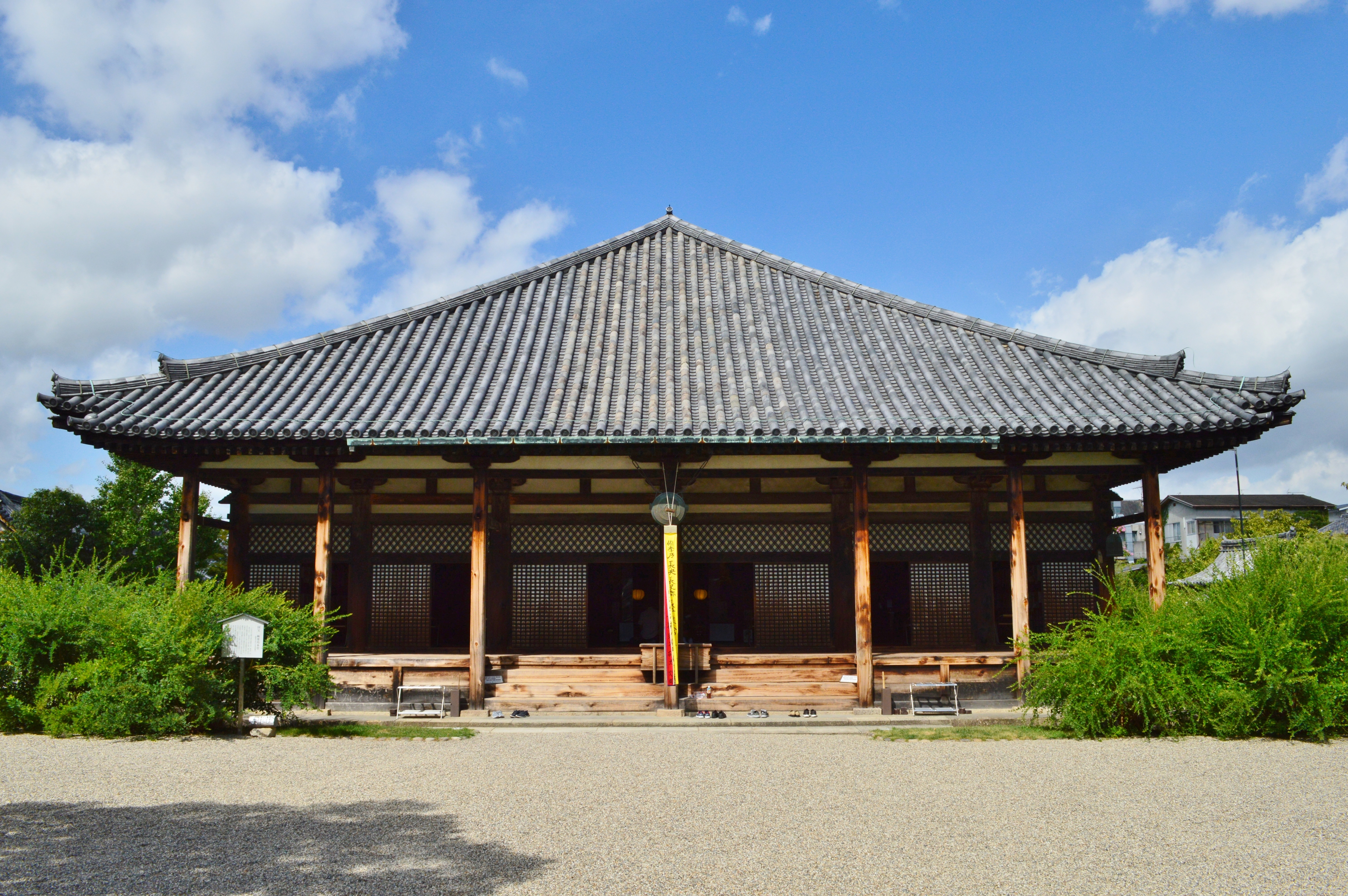
元興寺（奈良市）

都が平城京へ移るとともに飛鳥寺も現在の奈良市に移転し元興寺となった。『続日本紀』には霊亀2年（716年）に元興寺を左京六条四坊に移すとあり、養老2年（718年）条にも法興寺を新京へ移すとあって記述が重複している。このうち前者の「左京六条四坊」は大安寺の場所にあたることから、霊亀2年の記事は大安寺（大官大寺）の移転のことが誤記されたもので、飛鳥寺（元興寺）の移転は養老2年のことと考えられている。
馬子が飛鳥に建てた元の寺も本元興寺と称して存続し、平安時代にいたっても朝廷から南都七大寺に次ぐ扱いを受けていたことが記録に残る。江戸時代に著された『本元興寺縁起』に、仁和3年（887年）に焼失したとあるが、他の記録には残っていない。
11世紀ごろになると衰運に見舞われる。『上宮太子拾遺記』には保元3年（1158年）の記として飢饉に窮して百済伝来の弥勒菩薩石像を多武峰山妙楽寺（現在の談山神社）に売り払ったと記録されている。また、建久7年（1196年）には雷火で塔と金堂を焼失した。以後寺勢は衰えて室町時代以降は廃寺同然となってしまった。法隆寺僧・訓海の『太子伝玉林抄』によれば、文安4年（1447年）の時点で飛鳥寺の本尊は露坐であったことが分かっている。
以降200年あまりの歴史は定かではない。『元興寺安居院縁起』（1699年）には、江戸時代の寛永9年（1632年）に今井の篤志家によって仮堂が建てられ、ついで天和元年（1681年）に僧・秀意が草庵をつくり安居院と号し、傷んだ釈迦如来像を補修したとある。江戸時代中期の学者・本居宣長の『菅笠日記』には、彼が明和9年（1772年）に飛鳥を訪ねた時の様子が書かれているが、当時の飛鳥寺は「門などもなく」「かりそめなる堂」に本尊釈迦如来像が安置されるのみだったという。しかし、近世中頃から名所記や地誌に名が挙げられ、延享2年（1745年）には梵鐘を鋳造（昭和に軍に供出され現存せず）、寛政4年（1792年）に参道入口に立つ「飛鳥大仏」の石碑、文政9年（1826年）に大坂の篤志家の援助で現本堂の再建など法灯を守る努力が重ねられてきた。
また1956年（昭和31年）からの発掘調査によって、創建当初の伽藍が明らかになった。現在の飛鳥寺本堂の建つ場所はまさしく馬子の建てた飛鳥寺中金堂の跡地であり、本尊の釈迦如来像（飛鳥大仏）は補修が甚だしいとはいえ飛鳥時代と同じ場所に安置されていることが分かり、1966年（昭和41年）には飛鳥寺跡として国の史跡に指定された。
なお、当寺の西には蘇我入鹿の首塚がある。

## 釈迦如来像（飛鳥大仏）

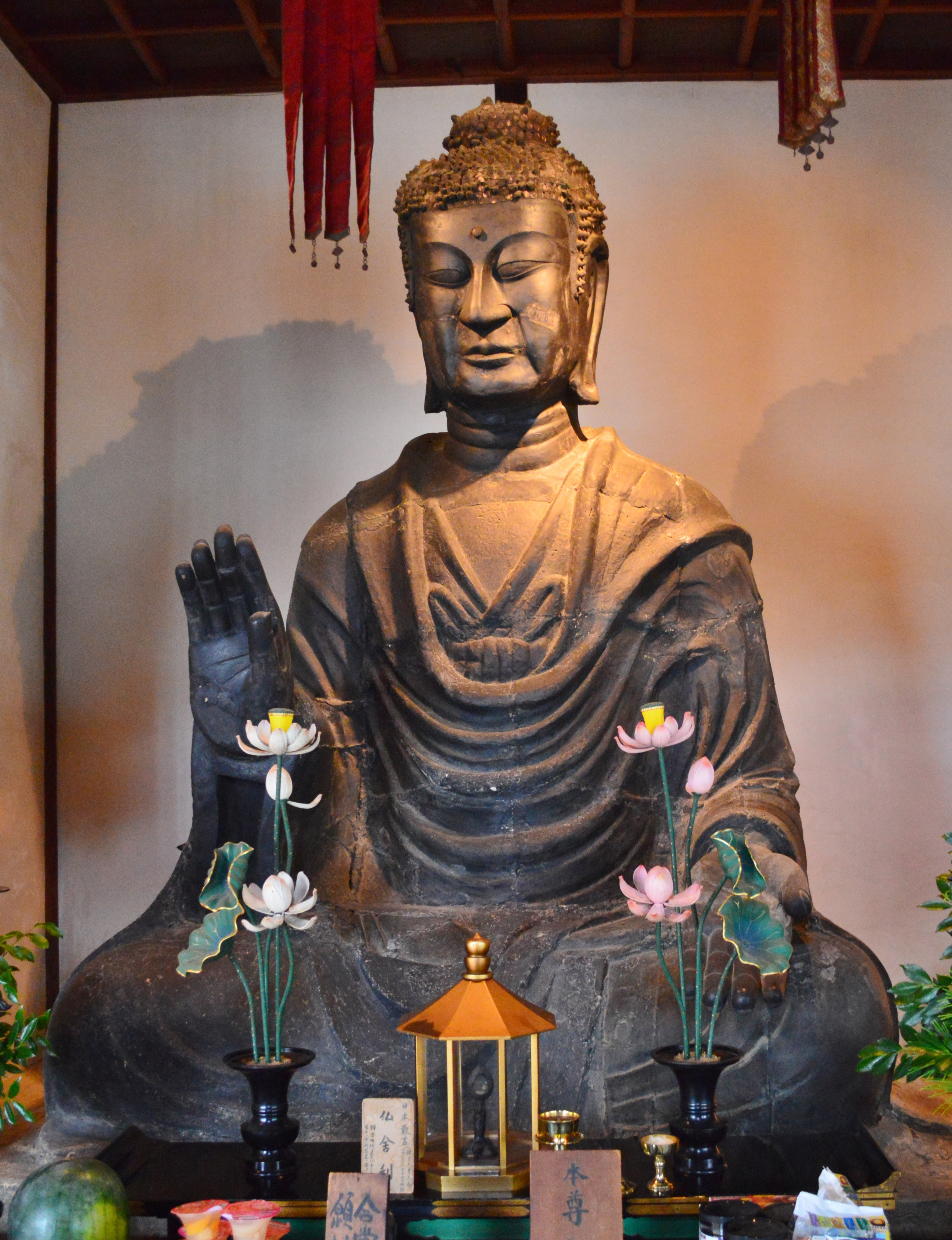
釈迦如来像（飛鳥大仏）

飛鳥寺（安居院）の本尊で、飛鳥大仏の通称で知られる。1940年（昭和15年）に重要文化財に指定されており、指定名称は「銅造釈迦如来坐像（本堂安置）1躯」である。像高は275.2センチメートル。
『日本書紀』『元興寺縁起』に見える、鞍作鳥（止利仏師）作の本尊像であるが、後述のとおり損傷が激しく、後世の補修を受けている。現存する像のどの部分が鞍作鳥作のオリジナルで、どの部分が後補であるかについては、後述のように諸説ある。鞍作鳥は、法隆寺金堂本尊釈迦三尊像（623年作）の作者であり、同三尊像の光背銘には「司馬鞍首止利」（しばくらつくりのおびととり）と表記されている。
飛鳥寺本尊像の完成は、『日本書紀』によれば推古天皇14年（606年）、『元興寺縁起』によれば推古天皇17年（609年）であるが、本項の「歴史」の節で述べたように後者の609年完成説が定説となっている。『元興寺縁起』には脇侍像の存在を明記しており、本尊像の下方にある石造台座に両脇侍像用とみられる枘穴が残ることから、当初は法隆寺釈迦三尊像と同様の三尊形式だったはずだが両脇侍像は失われ、釈迦像も鎌倉時代の建久7年（1196年）の落雷のための火災で甚大な損害を受けている。1933年（昭和8年）に石田茂作が調査した際の所見では、頭の上半分、左耳、右手の第2 - 第4指は鋳造後に銅の表面に研磨仕上げがされており、当初のものとみられるが、体部の大部分は鋳放し（表面の仕上げがされていない）で後世のものと思われ、脚部は銅の上に粘土で衣文をつくっており、左手は木製のものを差し込んでいるという。また、像の各所に亀裂があり、亀裂の上から紙を貼って墨を塗ったところも見受けられた。
1973年（昭和48年）には奈良国立文化財研究所による調査が行われたが、その結果、当初部分と考えられるのは頭部の額から下、鼻から上の部分と、右手の第2 - 第4指のみだとされた。右手の第2・3・4指については、掌の部分にほぞ差しされていることがエックス線撮影によって確認されている。顔貌表現のうち、眼の輪郭線や眉から鼻梁に至る線には明らかに当初のタガネ仕上げが残っており、鍍金もわずかに残っている。頭部の下半分は造像当初から溶銅の回りきらなかった部分に象嵌や補鋳を行っていた可能性がある。本像を調査した久野健は、左の掌の一部は当初のものであるとし、左足裏と左足指の一部は焼け跡がみられることから当初のものではないかとしている。
当初部分とみられる頭部について見ると、面長の顔立ちや杏仁形（アーモンド形）の眼の表現などは現存する他の飛鳥仏に共通する表現が見られる。右手の指の表現を見ると、本像では指の関節部分を1本の刻線で表しているのに対し、法隆寺金堂釈迦如来像は同じ箇所を2本の刻線で表していることが注意される。体部のほとんどが後補であるが、その服制には古様が感じられ、焼失前の形態を踏襲している可能性がある。田邊三郎助によると、本像の大衣が左肩 - 背 - 右肩と回った後、体の前面を覆って再び左肩にかかる形は北魏の古像にみられ、胸の部分に内衣の襟をV字状に表す点は百済の像に例があり、その下に見える蝶結びのような紐の結び目も法隆寺の戊子年（628年）釈迦及び脇侍像などにみられる古い形式であるという。
2012年（平成24年）7月に早稲田大学の大橋一章らの研究チームが行った調査結果が同年10月に公表されたが、断片が火災に遭ったことと鍍金されていたことが推測された。また鋳造専門家の調査でも銅を複数回注いだ継ぎ目の跡があり、奈良時代以前の技法としている。
大阪大学教授の藤岡穣を代表者とする研究チームは、2015年（平成27年）・2016年（平成28年）にあらためて本像に対する蛍光X線分析（XRF分析）、X線回折分析を行うとともに、像内の調査を行った。2017年（平成29年）に発表された同調査の報告書は、飛鳥大仏について、体部の大部分が後補であるとしている。同報告は、本像の面部（オリジナルが残る）と体部（大部分が後補）の金属組成に大きな差がみられないことについては、建久7年（1196年）の火災で溶けた銅を再利用した可能性があるとし、像のどの箇所がオリジナルでどの箇所が後補であるかについては、以下のように述べている。
- 面部については、従来の見解では両眼を含む上半部が当初のものとされてきたが、今回の調査の結果によればもう少し広く、頬や顎を含む下半部も当初のものとみられる[34]。
- 頭髪部については、主に技法的観点から、肉髻（にっけい、仏像の頭頂の椀状の盛り上がり）の大部分が当初作であるほか、地髪部の一部（正面髪際部の螺髪）も当初のものとみられる[35]。
- 当初のものとする説もあった左耳については判断を保留する[36]。
- 右手は、第2〜第4指のみでなく、掌の上半部を含めて飛鳥時代の作とみられる。ただし、鉛の含有率が高いなど、像の他の部分とは金属組成が異なることから、本来は他の仏像に属していた手の部分を転用した可能性もある[37]。
- 当初のものとする説もあった左手の一部、左足裏については、今回の分析結果からは、当初のものと結論づけることはできない[36]。

本像は創建当初に据えられた石造台座の上に安置されている。発掘調査の結果、この石造台座は創建時から動いていないことが明らかになった。石造の台座に銅造の仏像を安置するのは不自然だとして、久野健らは当初の中金堂本尊は蘇我馬子所持の石仏の弥勒像であり、それが後に本像と入れ替わったものだと想定した。1981年（昭和56年）の再調査で、この台座は花崗岩ではなく、兵庫県高砂市産の竜山石であることが分かった。また、その上の須弥座は後補と思われていたが、内部に当初の竜山石製の須弥座の一部が残存していることが分かった。このことから、石造の台座は当初から銅造釈迦如来像を安置するために造られたものであり、飛鳥大仏は飛鳥時代から同じ場所に安置されていることがあらためて確認された。銅造の仏像を石造の台座上に安置したのは、銅造の重量を支えるだけの台座を銅で造る技術が当時なかったためではないかと言われている。

## 寺域

### かつての伽藍

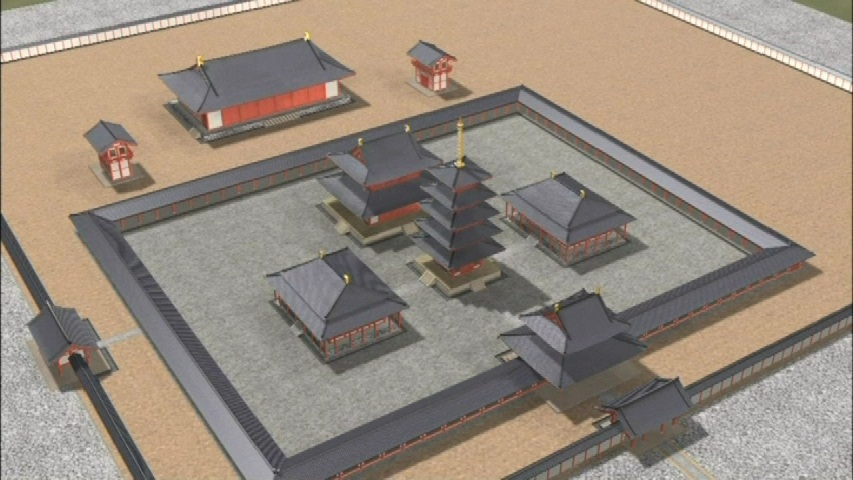
飛鳥寺（法興寺）復元図

飛鳥寺の伽藍は、往時は塔（五重塔）を中心とし、その北に中金堂、塔の東西に東金堂・西金堂が建つ、一塔三金堂式伽藍配置という方式の伽藍の配置がされていた。これらの1塔、3金堂を回廊が囲み、回廊の南正面に中門があった。講堂は回廊外の北側にあった。四天王寺式伽藍配置では講堂の左右に回廊が取り付くのに対し、飛鳥寺では仏の空間である回廊内の聖域と、僧の研鑚や生活の場である講堂その他の建物を明確に区切っていたことが窺われる。以上を囲むように築地塀が回り、中門のすぐ南には南門、西側には西門があったことも発掘調査で判明している。
塔跡は、壇上積基壇（切石を組み立てた、格の高い基壇）、階段、周囲の石敷、地下式の心礎などが残っていたが、心礎以外の礎石は残っていなかった。心礎は地下2.7メートルに据えられ、中央の四角い孔の東壁に舎利納入孔が設けられていた。舎利容器は建久7年（1196年）の火災後に取り出されて再埋納されており、当初の舎利容器は残っていないが、発掘調査時に玉類、金環、金銀延板、小札甲、刀子などが出土した。出土品からは、この寺が古墳時代と飛鳥時代の境界に位置することが窺える。心礎の加工跡より、心柱は一辺が約1.5mの角柱であったと考えられる。
中金堂跡は、壇上積基壇跡が残るが、基壇上の礎石は残っていなかった。『護国寺本諸寺縁起集』によれば、中金堂は「三間四面 二階 在裳階」の建物で、身舎（内陣）の柱間が正面3間、側面2間、その周囲に庇（外陣）が廻り（建物の外側から見ると正面5間、側面4間）、重層の建物であったとみられる。裳階（もこし、本来の屋根の下に設けた屋根）は当初からあったものかどうか不明である。
東西金堂跡の基壇は下成（かせい）基壇上に玉石を並べた上成（じょうせい）基壇を築いた二重基壇で、塔・中金堂の壇上積基壇よりは格の下がるものである。二重基壇のうち上成基壇の礎石は失われ、下成基壇には小礎石が並んでいた。この小礎石がどのように用いられたかは不明であるが、深い軒の出を支えるための小柱が並んでいたものと推定される。『七大寺巡礼私記』には東金堂には百済伝来の弥勒菩薩石造、西金堂には金銅像とともに作られた繡仏を祀っていたと記されている。
中門は礎石の残りがよく、正面3間、奥行3間で、法隆寺中門のような重層の門であったと推定される。奥行が深い（3間）のが上代寺院の中門の特色である。南門も礎石の残りがよく、正面3間、奥行2間で、切妻造の八脚門であったと推定される。
1977年（昭和52年）の調査で、寺域北限の掘立柱塀と石組の溝が検出された。1982年（昭和57年）の調査では、寺域北側を区切る塀が南方に折れ曲がる地点、すなわち、寺域の北東隅が確認された。この結果、飛鳥寺の寺域は従来推定されていたより広く、南北が324メートルに達することが分かった。東西の幅については、寺域北端の塀の長さは約210メートルであるが、この塀の東端は南方へ直角に折れるのではなく、南東方向へ鈍角に折れており、寺域は南側がやや広い台形状になっている。主要伽藍はこの寺地の中央ではなく南東寄りに建てられており、寺域の東部と北部にはさまざまな附属建物が存在したと推定される。寺の西側には槻木の広場に関係すると思われる石敷遺構が見つかり、これに面する西門は南門よりも規模が大きいことも分かった。また、寺内の東に飛鳥池工房遺跡が発見された。

### 現在の境内
- 本堂 - 文政9年（1826年）再建。本堂の前には金堂の礎石が残る。
- 庫裏
- 庭園
- 思惟殿 - 新西国三十三箇所第9番札所で聖観音を祀る。
- 西門
- 鐘楼
- 万葉池
- 山門
- 飛鳥大仏標石 - 山門の前に立つ寛政4年（1792年）に建てられた「飛鳥大仏」の石碑。法興寺が創建された際の礎石が台石として使用されている。
- 飛び地
  - 飛鳥寺研修会館「修徳坊」

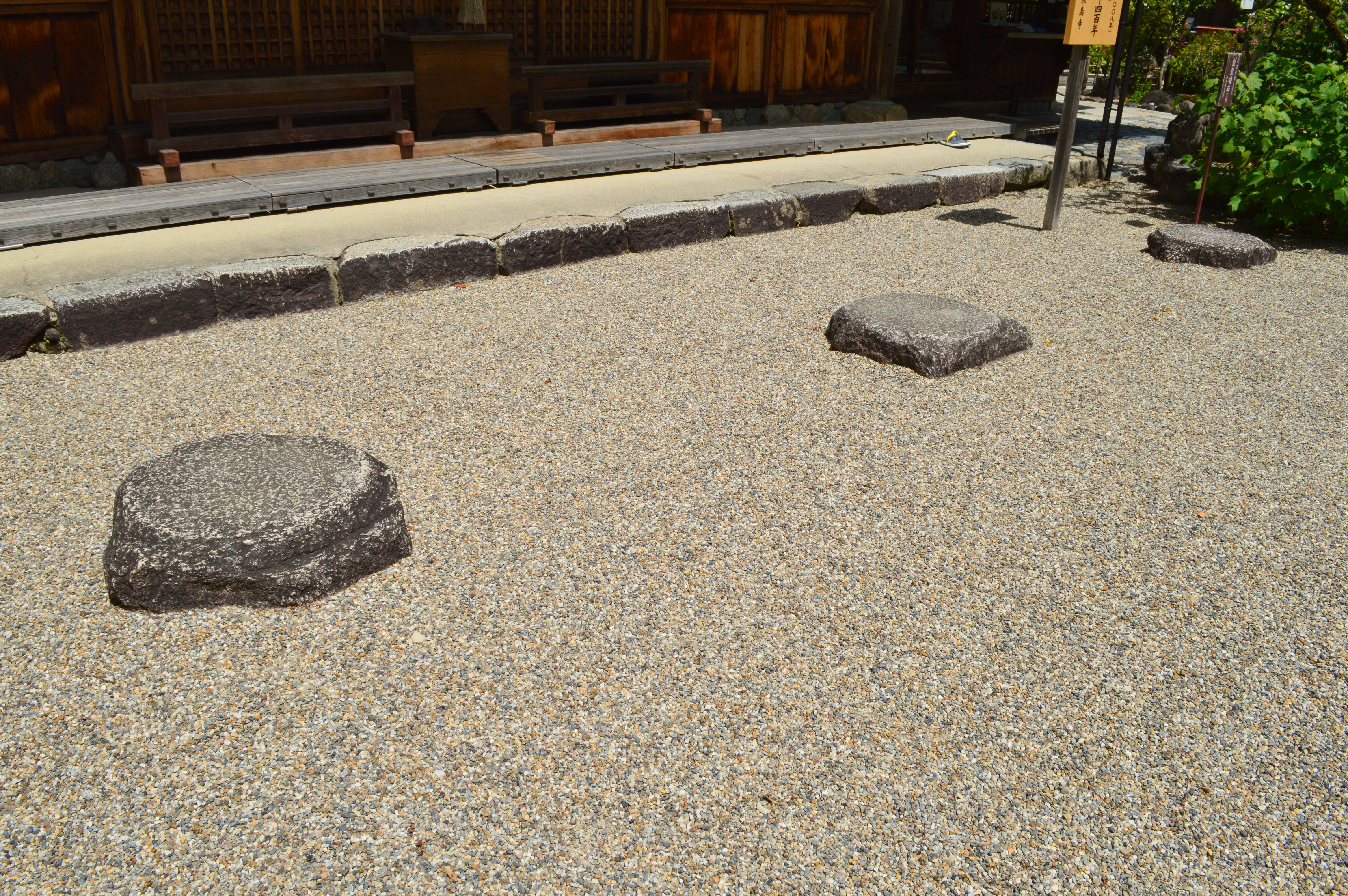
金堂礎石
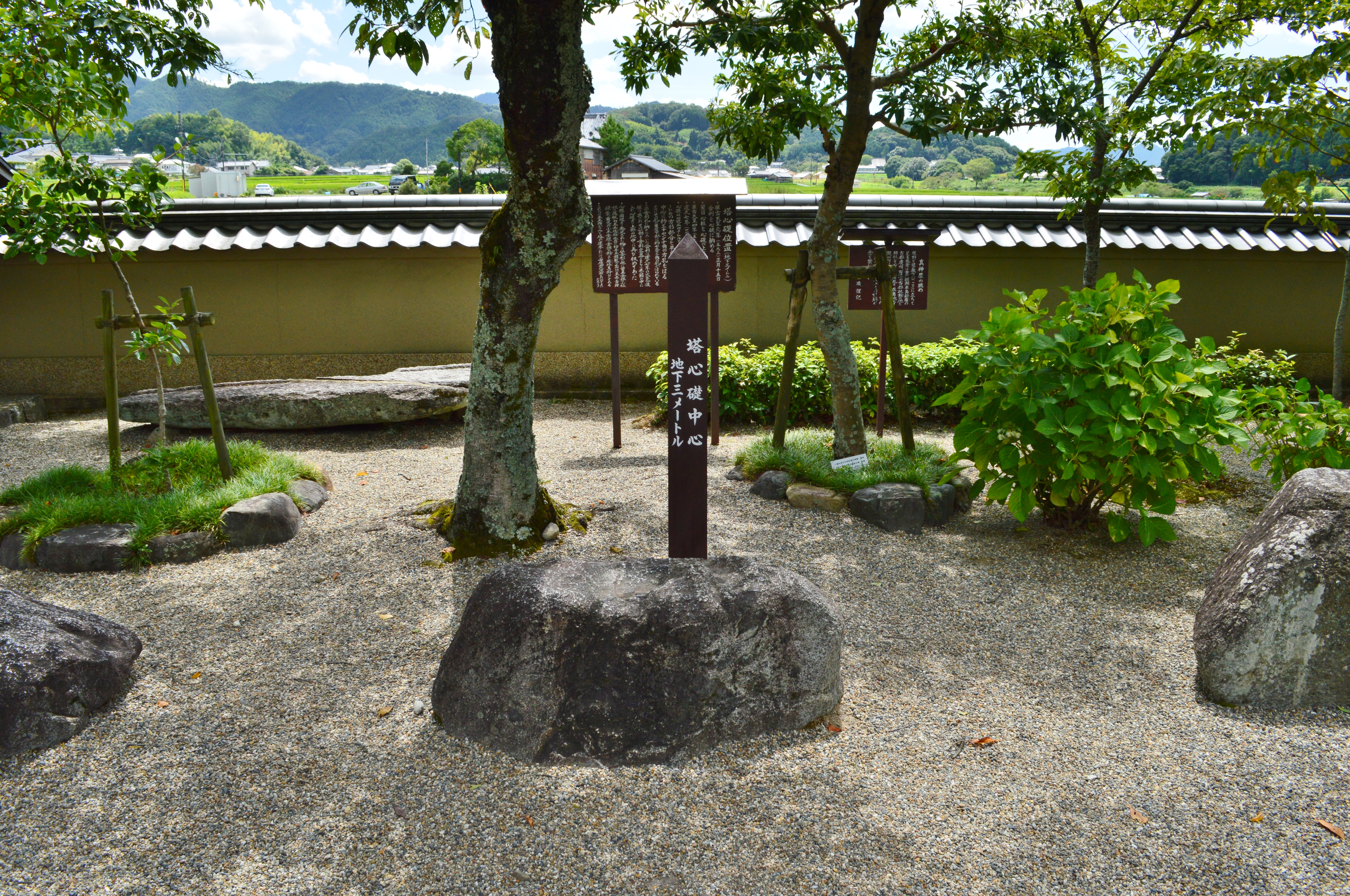
塔跡
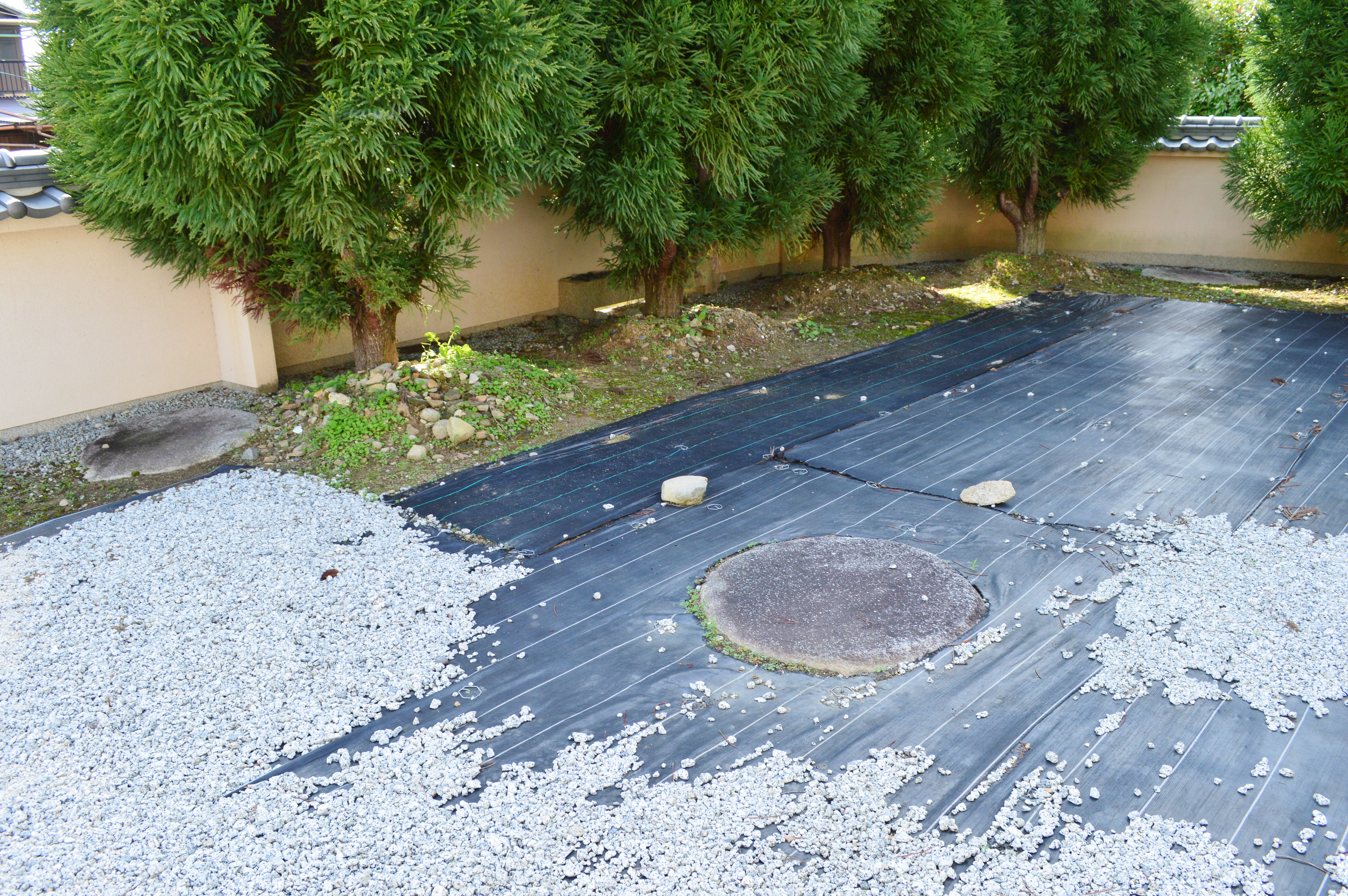
講堂礎石（来迎寺境内）
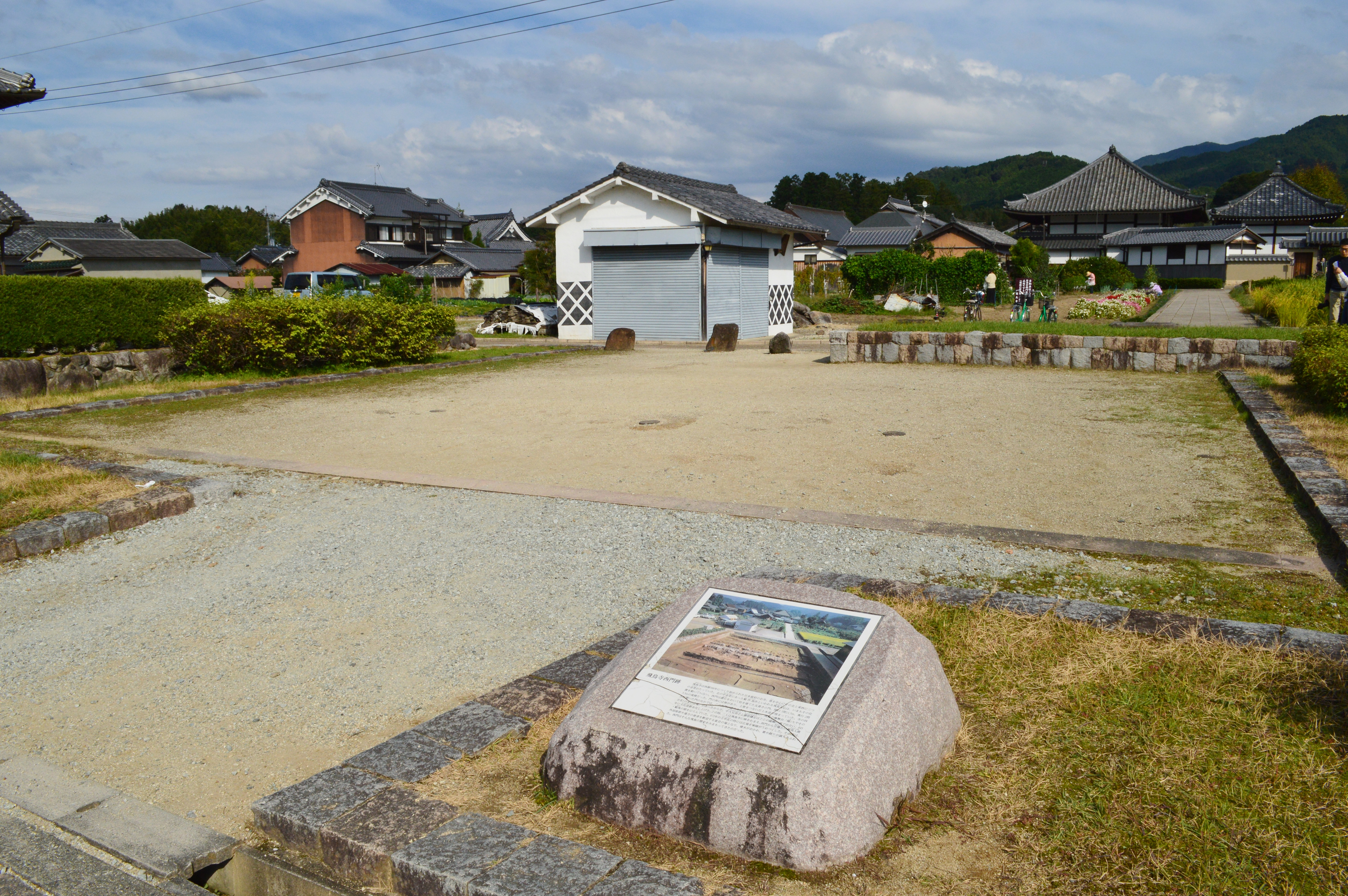
西門跡

## 出土品

### 塔心礎納置品
『書紀』によれば推古天皇元年（593年）、飛鳥寺の塔心礎（塔の心柱の礎石）に仏舎利が埋納された。後世の仏塔では地表に心礎を据えるが、飛鳥寺の塔心礎は地下式で、大きさは東西2.6メートル、南北2.4メートルを計る。飛鳥寺の塔は建久7年（1196年）に落雷で焼失した。翌建久8年（1197年）に東大寺の僧・弁暁が記した『本元興寺塔下堀出御舎利縁起』によれば、弁暁は焼失した飛鳥寺の塔の心礎から仏舎利と荘厳具を取り出し、再び埋納したという。これらの埋納物は、1957年（昭和32年）の発掘調査で心礎周辺から出土した。出土品には、小札甲（上古のよろいの一種）、馬鈴、刀子、玉類など、古墳の副葬品に共通するものが多い一方で、金銀の延板など奈良時代の寺院の鎮壇具に共通するものも含まれており、古墳時代と飛鳥時代の両方の特色をもっている。これら出土品は日本最古の仏塔の心礎に埋納された遺物として貴重なものである。なお、心礎の2メートルほど上方で出土した金銅製（銅に金メッキ）の舎利容器と、これを入れていたヒノキ材製の外箱は鎌倉時代の再埋納時に新たに作られたものであり、創建当初の舎利埋納状況は明らかではない。
塔心礎出土品を列挙すると以下のとおりである。これらは奈良文化財研究所飛鳥資料館にて保管・展示されている。
- 鉄製小札甲1領
- 蛇行状鉄器1点
- 青銅馬鈴1点
- 刀子12点
- 砥石1点
- 金銅（銅に金メッキ）製品 - 耳環23点以上、歩揺146点以上、鍔付半球形金具2点、円形打出金具14点、杏葉形打出金具28点以上、鈴7点
- 玉類 - ガラス小玉、ヒスイ製勾玉、瑪瑙製勾玉、ガラス製勾玉、碧玉製管玉、水晶製切子玉、銀製空玉、銀製山梔玉、赤瑪瑙製丸玉、ガラス製トンボ玉
- その他 - 金延板7点、金粒1点、銀延板5点、銀粒7点、雲母片、琥珀片、蓋石片（凝灰岩製）
- 鎌倉時代の製品 - 舎利容器、灯明皿、舎利容器外箱（檜材）

なお、塔跡出土品の再整理の際、従来材質不明とされていたものの中に真珠の小玉14点が含まれていることが奈良文化財研究所の調査で判明し、同研究所の2017年版紀要で調査結果が公表された。これらの小玉は直径1.5から2ミリメートルの微細なものであるが、穿孔されている。蛍光X線分析で主成分がカルシウムであると判明したこと、電子顕微鏡による観察で層状の構造が確認できたことから、これらの小玉は真珠であると判断された。

### 瓦
『日本書紀』や『元興寺資材帳』からは、崇峻天皇元年（588年）、百済から4種の技術分野の8名の技術者が渡来したことが知られる。彼らが渡来してから建築用材調達が行われる同三年（591年）までに造営技術者や工人の養育養成が行われ、造瓦分野においては須恵器の青海波紋作りに用いる当て道具の使用痕跡が認められることから、須恵器作りの工人が動員されていると考えられている。
これらの瓦博士、またはその指導を受けた工人の製作したものと思われる7世紀前半期の瓦が飛鳥寺の寺域から出土しているが、これらは瓦当（軒丸瓦の先端の円形部分）の素弁蓮華文の文様から2系統に分類され、それぞれ「花組」「星組」と通称されている。このうち「花組」は各弁の先端部分に小さな切り込みを入れて立体感を出している。一方、「星組」は各弁の先端部分に1個の珠点を表す。「花組」と「星組」の瓦は瓦当裏面の仕上げや、瓦当と丸瓦の接合方法にも差がみられる。「星組」が玉縁式（有段式）の丸瓦を用い、瓦当裏面は「なで調整」を行うのに対し、「花組」は丸瓦に行基瓦（無段式）を用い、瓦当裏面の仕上げにあまり意を用いていない。以上のことは、飛鳥寺創建期の瓦を製作した工人集団には2つの系統があったことを意味している。

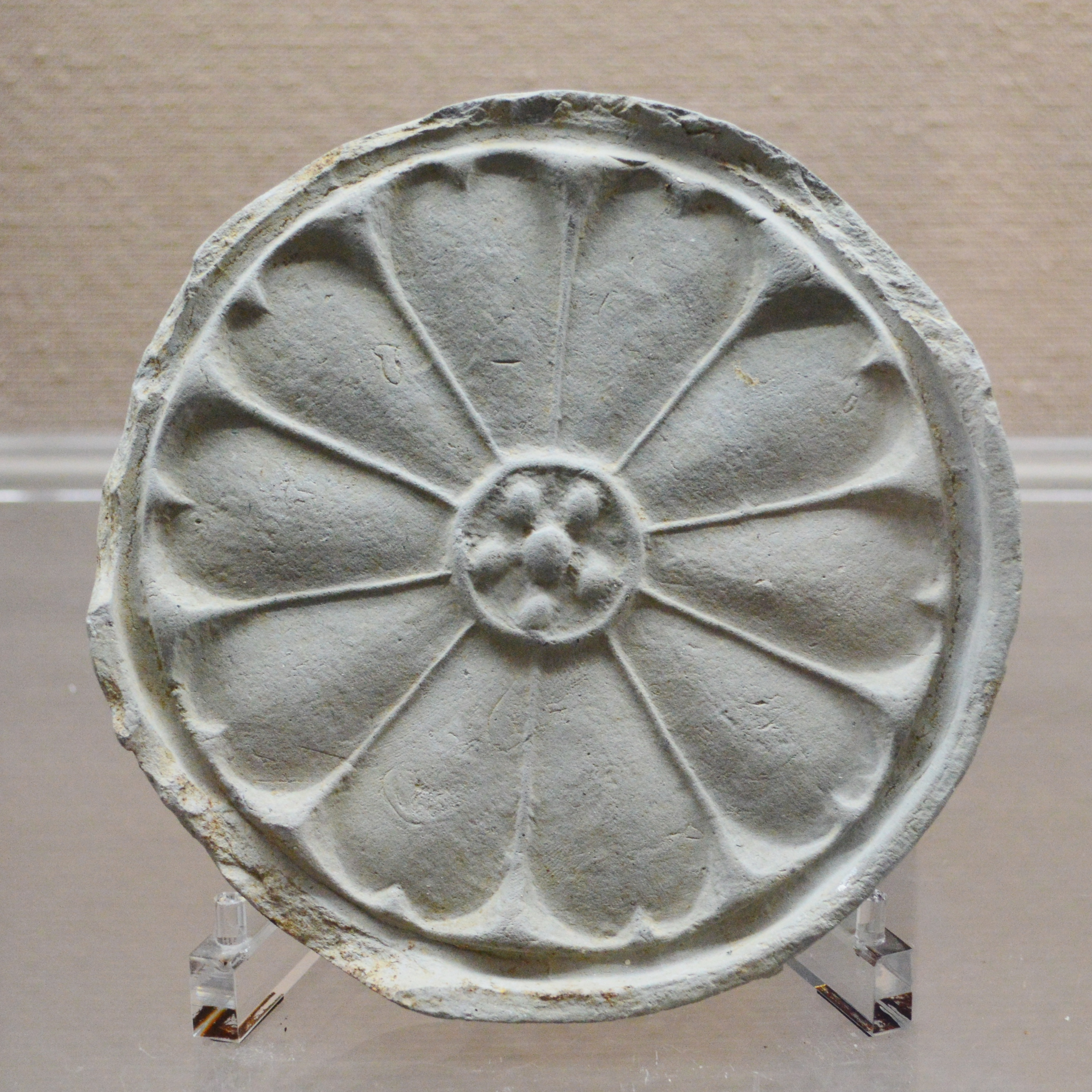
創建期軒丸瓦（花組） 奈良文化財研究所藤原宮跡資料館展示。
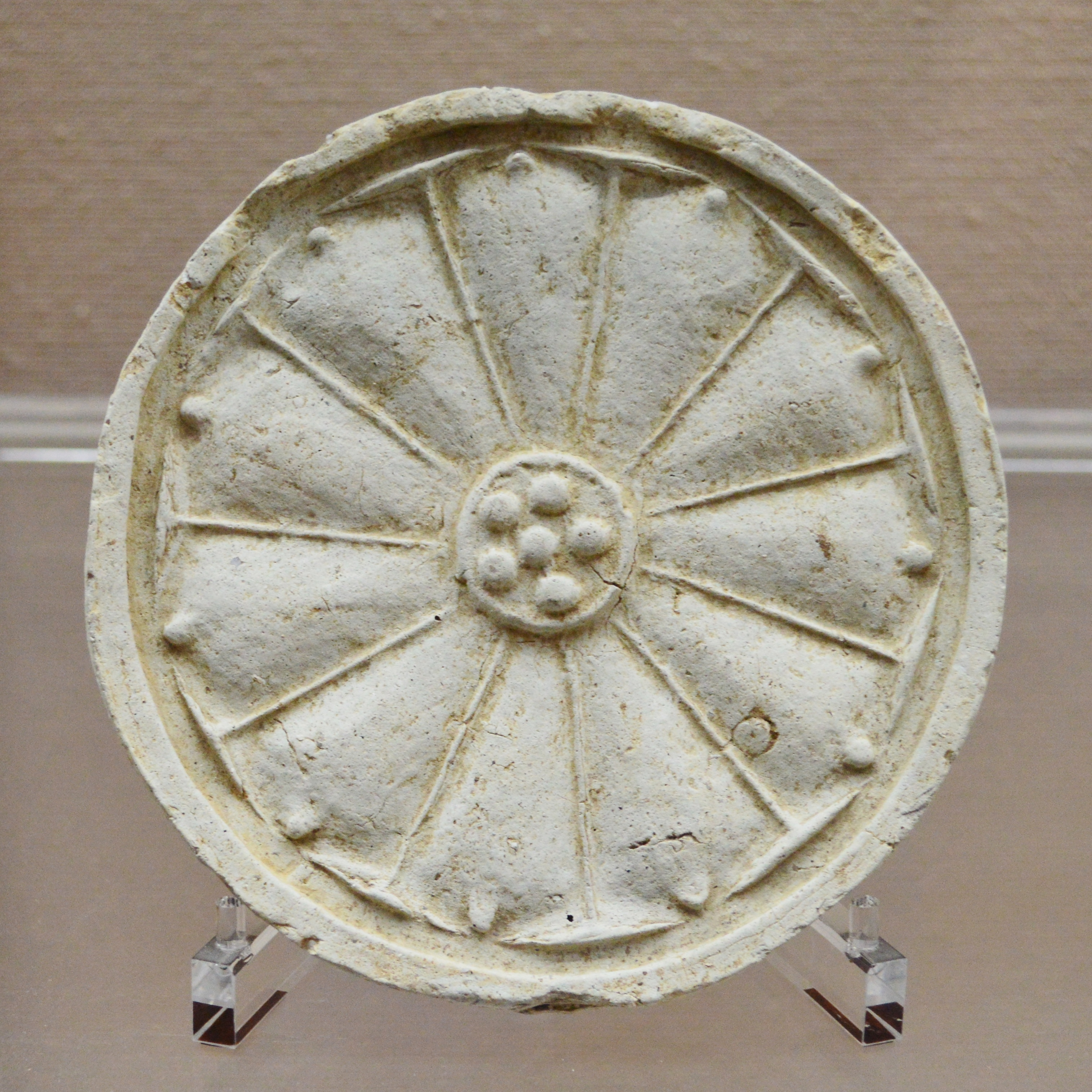
創建期軒丸瓦（星組） 奈良文化財研究所藤原宮跡資料館展示。
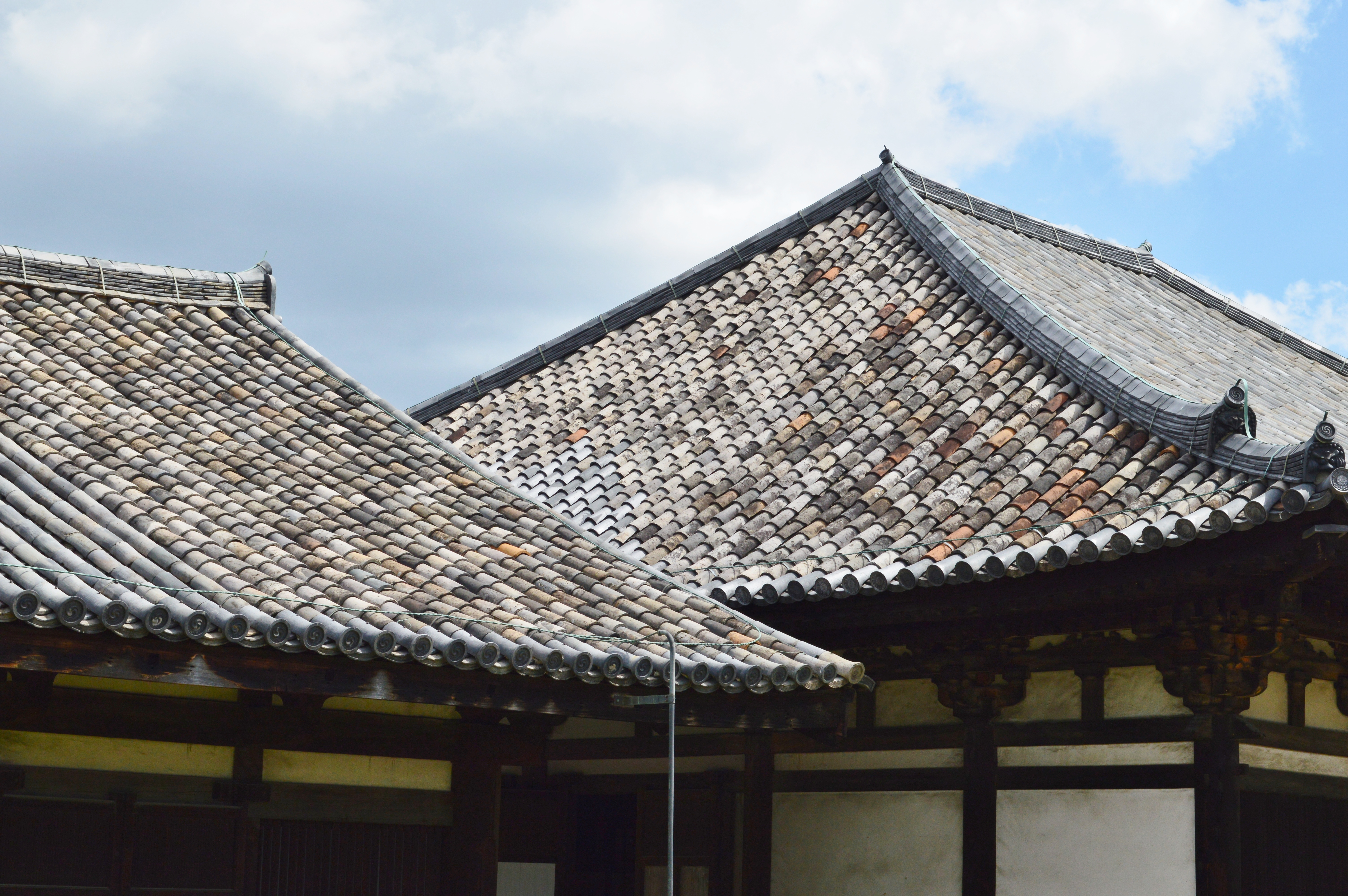
元興寺（奈良市）本堂・禅室屋根 屋根瓦の一部には飛鳥寺創建期の瓦が使用される。

## 文化財

### 重要文化財
- 銅造釈迦如来坐像（本堂安置）（彫刻） - 1940年（昭和15年）10月14日指定[55]。

### 国指定史跡
- 飛鳥寺跡 - 1966年（昭和41年）4月21日指定[56]。

## 前後の札所
新西国三十三箇所
客番 叡福寺　-　9 飛鳥寺　-　10 橘寺
聖徳太子霊跡
10 （醫王山薬田院）金剛寺　-　11 飛鳥寺　-　12 向原寺

## 現在地
- 奈良県高市郡明日香村飛鳥682

## アクセス
- 近鉄橿原線・南大阪線・吉野線 橿原神宮前駅または近鉄吉野線 飛鳥駅からバス乗車、飛鳥大仏バス停下車。

## 周辺
- 飛鳥坐神社
- 岡寺
- 石舞台古墳
- 奈良県立万葉文化館
- 国立奈良文化財研究所飛鳥資料館